# Katharine Ross
Katharine Juliet Ross (Hollywood, California; 29 de enero de 1940) es una actriz estadounidense.
Sus papeles protagonistas más populares son: Elaine Robinson en El graduado (1967), junto a Dustin Hoffman y Anne Bancroft, por el que ganó en los Premios Globo de Oro y una nominación en los Premios Óscar; Etta Place en la película Butch Cassidy and the Sundance Kid (1969), en la cual ganó un BAFTA a la mejor actriz; y como Joanna Eberhart en The Stepford Wives (1972). 
En 1976 participó en El viaje de los malditos, ambicioso filme lleno de estrellas de Hollywood y Europa. Ya en la década de 1980 recobró popularidad al participar en la teleserie Los Colby.

## Primeros años
Katharine Ross nació en Hollywood, California, el 29 de enero de 1940, cuando su padre Douley Ross estaba en la marina de guerra, participando en la Segunda Guerra Mundial. Su padre también trabajó más adelante para la agencia Associated Press. Durante su niñez, su familia se instaló en  Walnut Creek, California, al este de San Francisco, y Ross se graduó en Las Lomas High School en 1957. En su juventud, le gustaba andar en caballo, y era amiga de Casey Tibbs, un jinete de rodeo.

## Carrera profesional
Katharine Ross estudio en el Santa Rosa Junior College por un año, de 1957 a 1958, donde fue introducida al mundo de la actuación en un montaje teatral del musical El rey y yo. Luego, se retiró del curso para mudarse a San Francisco, donde decidió estudiar actuación y obras de teatro. Más tarde se unió al "Taller de actores" y estuvo con ellos durante tres años, desde 1959 hasta 1962, trabajando como suplente en el papel de Jean Genet, apareciendo desnuda en el escenario, y actuando en 1964 como Cordelia en una puesta en escena de El rey Lear, dirigida por John Houseman. Mientras estaba en el taller, comenzó a actuar en series de televisión en Los Ángeles para poder ganar dinero extra. Luego se trasladó a Hollywood a pedido de Metro-Goldwyn-Mayer y fue contratada por Universal Studios.
Audicionó para West Side Story, de 1961, pero no consiguió el papel. Su primer rol en la televisión fue en Sam Benedict, en 1962. Fue contratada por el agente Wally Hiller, y en 1964 Ross apareció en un episodio de Arrest and Trial, El virginiano, La ley del revólver y Alfred Hitchcock presenta (en 1963). Luego, hizo una prueba de pantalla para la película The Young Lovers, en 1964, y trabajó en su primera película, Shenandoah, en 1965, seguido de un papel protagonista junto a James Garner en Mr. Buddwing, de MGM, en 1965. En 1966, apareció en un episodio de la serie The Road West, de la NBC. 
En ese año, Ross comenzó a protagonizar películas exitosas. Luego apareció en dos de las películas más populares en el cine, en El graduado, de 1967, interpretando a Elaine Robinson, y luego encarnando a Etta Place en Butch Cassidy and the Sundance Kid, de 1969. En 1967, apareció en la ceremonia de los premios Óscar para darle entrega a la categoría "Mejor fotografía" a Burnett Guffey, quien había realizado el trabajo en la película Bonnie y Clyde. Además, en esta edición de los premios Óscar, Ross había recibido una nominación a Mejor actriz de reparto, pero la victoria fue finalmente para Estelle Parsons por Bonnie y Clyde. Luego, se le otorgó el premio a "Nueva estrella del año" por El graduado en los Premios Globo de Oro. La carrera profesional de Katharine Ross se revelaría en los años 60 y 70. Rechazó varios papeles (incluyendo el de Jacqueline Bisset en Bullitt y otros más), antes de aparecer en Butch Cassidy and the Sundance Kid.
En los años 70, Ross tuvo un rol protagonista en The Stepford Wives (1975), por la cual ganó un Premio Saturn a Mejor actriz, y consiguió su segundo Globo de Oro por su trabajo en el drama Voyage of the Damned (1976). Otros papeles durante este periodo incluyen The Swarm (1978), The Legacy (1978), y El final de la cuenta atrás (1980). Ross apareció en varias películas para televisión en los años 80, incluyendo Murder in Texas (1981) y The Shadow Riders (1982), y luego protagonizó la serie televisiva Los Colby entre 1985 y 1987.
Ross pasó la mayor parte de los años 90 semirretirada, aunque retornó con un papel de reparto en la película de culto de Richard Kelly Donnie Darko (2001). En 2016, prestó su voz para la serie animada American Dad!, y en 2017 protagonizó la comedia dramática The Hero, junto a su esposo, el actor Sam Elliott.

## Vida personal
Ross se ha casado cinco veces. Su primer matrimonio fue con el actor Joel Fabiani, de 1960 a 1962. Luego se casó con John Marion, de 1964 a 1967. En 1969, Ross se casó con el director de fotografía y tres veces ganador del Óscar, Conrad Hall, pero se separaron en 1973. También estuvo casada con Gaetano "Tom" Lisi, de 1975 a 1979. En mayo de 1984, finalmente contrajo matrimonio con el actor Sam Elliott, y cuatro meses después nació su única hija, Cleo Rose Elliott. Actualmente siguen juntos.

## Filmografía

### Cine
| Año  | Título                             | Personaje               | Observaciones |
| ---- | ---------------------------------- | ----------------------- | --- |
| 1965 | Shenandoah                         | Ann                     | |
| 1966 | The Singing Nun                    | Nicole Arlien           | |
| 1966 | Mister Buddwing                    | Janet                   | |
| 1967 | The Longest Hundred Miles          | Laura Huntington        | |
| 1967 | Games                              | Jennifer Montgomery     | |
| 1967 | El graduado                        | Elaine Robinson         | Anexo:Globo de Oro a la nueva estrella del año-Actriz Premio Laurel a Mejor actriz de reparto Nominada—Óscar a mejor actriz de reparto Nominada—Premio BAFTA a Mejor estrella emergente |
| 1968 | Hellfighters                       | Tish Buckman            | |
| 1969 | Butch Cassidy and the Sundance Kid | Etta Place              | Ganadora—BAFTA a la mejor actriz (también por Tell Them Willie Boy Is Here) |
| 1969 | Tell Them Willie Boy Is Here       | Lola                    | Ganadora—BAFTA a la mejor actriz (también por Butch Cassidy and the Sundance Kid) |
| 1970 | Fools                              | Anais Appleton          | |
| 1972 | Get to Know Your Rabbit            | Mujer anónima           | |
| 1972 | They Only Kill Their Masters       | Kate Bingham            | |
| 1974 | Chance and Violence                | Doctora Constance Weber | Lanzamiento limitado |
| 1975 | The Stepford Wives                 | Joanna Eberhart         | Ganadora—Premio Saturn a la mejor actriz |
| 1976 | Voyage of the Damned               | Mira Houser             | Ganadora—Globo de Oro a la Mejor actriz de reparto |
| 1978 | The Betsy                          | Sally Hardeman          | |
| 1978 | The Swarm                          | Helena                  | |
| 1978 | The Legacy                         | Margaret Walsh          | |
| 1980 | El final de la cuenta atrás        | Laurel Scott            | |
| 1982 | Wrong Is Right                     | Sally Blake             | |
| 1986 | Red Headed Stranger                | Laurie                  | Lanzamiento limitado |
| 1991 | Conagher                           | Evie Teale              | Película para televisión |
| 1991 | A Climate for Killing              | Grace Hines             | Directo a vídeo |
| 1997 | Home Before Dark                   | Rose                    | Película para televisión |
| 2001 | Donnie Darko                       | Dra. Lilian Thurman     | Lanzamiento limitado |
| 2002 | Don't Let Go                       | Charlene Stevens        | No distribuida |
| 2006 | Eye of the Dolphin                 | Lucy                    | Lanzamiento limitado |
| 2013 | Wini + George                      | Wini                    | Cortometraje |

### Televisión
| Año       | Título                                 | Rol                                                      | Notas                                                                 |
| --------- | -------------------------------------- | -------------------------------------------------------- | --------------------------------------------------------------------- |
| 1962      | Sam Benedict                           | Teresa Parelli                                           | Episodio: "A Split Week in San Quentin"                               |
| 1963      | Kraft Suspense Theatre                 | Janet Bollington                                         | Episodio: "Are There Any More Out There Like You?"                    |
| 1963      | The Lieutenant                         | Elizabeth                                                | Episodio: "Fall from a White Horse"                                   |
| 1963      | Alfred Hitchcock presenta              | Carol Brandt                                             | Episodio: "The Dividing Wall"                                         |
| 1964      | Arrest and Trial                       | Marietta Valera                                          | Episodio: "Signals of an Ancient Flame"                               |
| 1964      | Ben Casey                              | Marie Costeau                                            | Episodio: "The Evidence of Things Not Seen"                           |
| 1964      | The Virginian                          | Jenny Hendricks                                          | Episodio: "The Dark Challenge"                                        |
| 1964 1965 | La ley del revólver                    | Susan Liz Beaumont                                       | Episodio: "Crooked Mile" Episodio: "The Lady"                         |
| 1965      | Mr. Novak                              | Mrs. Bellway                                             | Episodio: "Faculty Follies: Part 2"                                   |
| 1965      | Wagon Train                            | Bonnie Brooke                                            | Episodio: "The Bonnie Brooke Story"                                   |
| 1965      | Bob Hope Presents the Chrysler Theatre | Gloria                                                   | Episodio: "Terror Island"                                             |
| 1965      | Run for Your Life                      | Laura Beaumont                                           | Episodio: "The Cold, Cold War of Paul Bryan"                          |
| 1965      | The Big Valley                         | Maria                                                    | Episode: "Winner Lose All"                                            |
| 1965      | The Loner                              | Sue Sullivan                                             | Episodio: "Widow on the Evening Stage"                                |
| 1965      | The Wild Wild West                     | Sheila Parnell                                           | Episodio: "The Night of the Double-Edged Knife"                       |
| 1966      | Preview Tonight                        | Asenath                                                  | Episodio: "Great Bible Adventures: Seven Rich Years and Seven Lean"   |
| 1966      | The Road West                          | Rachel Adams                                             | Episodio: "To Light a Candle"                                         |
| 1976      | Origins of the Mafia                   | Rosa Mastrangelo                                         | Miniserie                                                             |
| 1976      | Wanted: The Sundance Woman             | Etta Place / Mrs. Sundance / Annie Martin / Bonnie Doris | Película para televisión                                              |
| 1979      | Murder by Natural Causes               | Allison Sinclair                                         | Película para televisión                                              |
| 1980      | Rodeo Girl                             | Sammy Garrett                                            | Película para televisión                                              |
| 1981      | Murder in Texas                        | Ann Kurth Hill                                           | Película para televisión                                              |
| 1982      | Wait Until Dark                        | Suzy Hendrix                                             | Película para televisión                                              |
| 1982      | Marian Rose White                      | Enfermera Bonnie MacNeil                                 | Película para televisión                                              |
| 1982      | The Shadow Riders                      | Kate Connery/Hermana Katherine                           | Película para televisión                                              |
| 1983      | Travis McGee                           | Gretel Howard                                            | Película para televisión                                              |
| 1983      | Secrets of a Mother and Daughter       | Ava Price                                                | Película para televisión                                              |
| 1985–1987 | Los Colby                              | Francesca 'Frankie' Scott Colby Hamilton Langdon         | 49 episodios                                                          |
| 1986      | Gone To Texas                          | Susannah Dickinson                                       | También llamada Houston: The Legend of Texas Película para televisión |
| 1988      | ABC Afterschool Specials               | Madre de Maggie                                          | Episodio: "Tattle: When to Tell on a Friend"                          |
| 1991      | Conagher                               | Evie Teale                                               | Película para televisión                                              |
| 2004      | Capital City                           |                                                          | Película para televisión                                              |

## Libros
- Grover, Grover come on over!
- The Teeny, Tiny Farm.
- Bear Island.
- The Baby Animals' Party.
- The Fuzzytail Friends' Great Egg Hunt.
- The Little Quiet Book (con Jean Hirashima, Random House)
- The Little Noise Book (con Jean Hirashima, Random House)
- Open the Door, Little Dinosaur (con Norman Gorbaty)
- Twinkle, Twinkle The Little Bug (con Tom Cooke)
- Sweetie and Petie (con Lisa McCue)

## Premios y nominaciones
Premios Óscar
| Año  | Categoría               | Película    | Resultado |
| ---- | ----------------------- | ----------- | --------- |
| 1968 | Mejor actriz de reparto | El graduado | Nominada  |